# Gaston Brenta
Pour les articles homonymes, voir Brenta.
Gaston Édouard Brenta, né à Schaerbeek le 10 juin 1902 et décédé à Schaerbeek le 30 mai 1969, est un compositeur et écrivain belge.

## Biographie
Enfant, il rêvait déjà d'être compositeur. Il étudia auprès de Paul Gilson.  En tant qu'élève de ce maître, il était également membre du groupe de compositeurs bruxellois Les Synthétistes. À partir de 1931 il travailla pour la RTB et en 1953 il y créa et organisa la discothèque. Il dirigea également la programmation musicale francophone.
Brenta fut également 3e bugle à la Chapelle musicale du 4e régiment des carabiniers, sous la direction de René Deceuninck.
Il fut un compositeur international et membre de jury.  Son œuvre Deuxième concerto pour piano et orchestre fut choisie en 1968 comme œuvre imposée au Concours Reine Élisabeth.
Il fut également membre de l'Académie royale des sciences, des lettres et des beaux-arts de Belgique.
Il publia en outre le Panorama de la musique belge au XIXe siècle, les Notes brèves sur les symphonies de Beethoven, une biographie détaillée de Paul Gilson et une étude sur Adolphe Sax et la facture instrumentale.
Son œuvre comporte environ cinquante partitions.

## Compositions

### Œuvres pour orchestre
- 1922 Prélude idyllique et scherzo pour orchestre
- 1926 Chevauchée fantastique pour orchestre de chambre
- 1934 Nocturne pour orchestre
- 1937 La boîte à soldats pour orchestre
- 1940 Arioso et moto perpetuo pour orchestre
- 1946 Symphonie pour orchestre
- 1951 Farandole burlesque pour orchestre
- 1953 Concerto nº 1, pour piano et orchestre
- 1954 Le bal chez la Lorette pour orchestre
- 1955 Candide pour orchestre - textes: André Burgaud (scénario : Jean-Jacques Etchevery)
- 1958 Concertino, pour trompette et orchestre à cordes
- 1962 Saxiana, pour saxophone et orchestre à cordes
- 1963 Airs Variés pour de belles Écouteuses, pour basson et orchestre
- 1968 Pointes sèches de la Belle Époque pour piano et orchestre à cordes
- 1968 Concerto nº 2 pour piano et orchestre
- 1968 Matinée, pour orchestre
- Airs variés pour de belles écouteuses pour basson et orchestre à cordes

### Œuvres pourharmonieetharmonie-fanfare
- 1926 Variations sur un thème congolais, pour orchestre d'harmonie
- 1926 Marche Barbare
- 1928 Zo'Har d'après Catulle Mendès pour orchestre d'harmonie
- 1943-1944 In Memoriam Paul Gilson pour orchestre d'harmonie ou orchestre d'harmonie-fanfare (en collaboration avec Simon Poulain)

### Messesetmusiques sacrées
- 1936 Requiem, pour chorale et orchestre
- 1949 La Passion de N.S., oratorio

### Arts du spectacle

#### Opéra
1929 Le Khadi dupé, Bruxelles, La Monnaie

#### Ballets
1928 Zo'har
1947 Florilège de valses
1954 Le Bal chez la Lorette
1955 Candide

### Musique vocaleetchant choralavec orchestre ou instruments
- 1934 Aucassin et Nicolette pour solistes, récitants et orchestres
- 1939 En route pour soprano et ténor et orchestre - texte : Maurice Gauchez
- 1937 Le savetier et le financier pour baryton et grand orchestre - texte: Jean de La Fontaine
- 1939 Masikini pour soprano et orchestre
- 1955 Héraclès pour récitant, chœur parlé et orchestre
- 1958 Deux Chœurs, pour chorale

### Musique de chambre
- 1935 Fanfare, pour cuivres
- 1939 Quatuor à cordes
- 1945 Fanfare héroïque, pour cuivres
- 1945 Mélopée, pour violon et piano
- 1952 Le Soldat fanfaron, quintette à vents
- 1960 Fanfares pour le roi, pour 4 trompettes et timbales

### Œuvres pour piano
- 1926 Impromptu
- 1931 Étude de concert

### Œuvres pourharpe
- 1940 Dessin animé

## Publications
- Panorama de la musique belge au XIXe siècle, 1938